# Мустафа Решид-паша
Мустафа Решид-паша (тур. Koca Mustafa Reşid Paşa, 13 марта 1800, Константинополь — 17 декабря 1858) — османский дипломат и государственный деятель, один из главных архитекторов социально-политических реформ эпохи Танзимата.

## Биография
Дважды исполнял обязанности посла в Париже и в Лондоне, способствовал успешному разрешению Египетского вопроса, был губернатором в Адрианополе, министром иностранных дел и шесть раз — великим визирем. Его административные способности признавали как соратники, так и противники. Возвышение Решид-паши способствовало карьерному росту других реформаторов, таких как Фуад-паша и Мехмед Эмин Али-паша.

## Награды
- Орден Белого орла с алмазными украшениями (8 июня 1846, Российская империя)[2]
- Орден Святого Александра Невского с алмазными украшениями (21 мая 1849, Российская империя)[3]
- Орден Императорского портрета (Османская империя)
- Орден Почётного легиона большой крест